# Vlag van Snelrewaard

Vlag van de gemeente Snelrewaard
(1973-1989)

De vlag van Snelrewaard is op 11 oktober 1973 bij raadsbesluit vastgesteld als gemeentevlag van de Utrechtse gemeente Snelrewaard. De vlag kan als volgt worden beschreven:
Drie banen van groen en wit met een hoogteverhouding van 2:1:2, de middelste baan golvend; over het geheel een rode schuine baan met een hoogte van 1/5 van de vlaghoogte.
De kleuren en het ontwerp zijn ontleend aan het gemeentewapen. Het heraldisch rechterdeel van het wapen met de golvende baan, die de ligging van de gemeente langs de Hollandse IJssel voorstelt, is gecombineerd met de schuinbalk van het linkerdeel, ontleend aan het wapen van Linschoten. 
Op 1 januari 1989 is Snelrewaard voor het grootste deel opgegaan in de gemeente Oudewater, de rest kwam onder Montfoort te vallen. De vlag is daardoor als gemeentevlag komen te vervallen.

## Verwante afbeelding

Het wapen van Snelrewaard

Amerongen 
· Benschop 
· Breukelen 
· Doorn 
· Driebergen-Rijsenburg 
· Harmelen 
· Jutphaas 
· Kamerik 
· Kockengen 
· Leersum 
· Linschoten 
· Loenen 
· Loosdrecht 
· Maarn 
· Maarssen 
· Maartensdijk 
· Mijdrecht 
· Polsbroek 
· Snelrewaard 
· Stoutenburg 
· Vianen 
· Vinkeveen en Waverveen 
· Vleuten-De Meern 
· Vreeswijk 
· Wilnis 
· Zegveld 
· Zuilen